# أمن إم أوبت

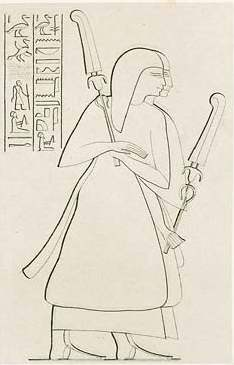
أمن إم أوبت في معبد بيت الوالي

شغل أمن إم أوبت منصب نائب الملك لكوش في عهد سيتي الأول.
كان أمن إم أوبت نجل نائب الملك في كوش المسمى باسر الأول وبالتالي حفيد نائب الملك أمنحتب المسمى حوي وزوجته تا إم واجسي. تبعه يوني ابن الملك في كوش.

## سيرة شخصية

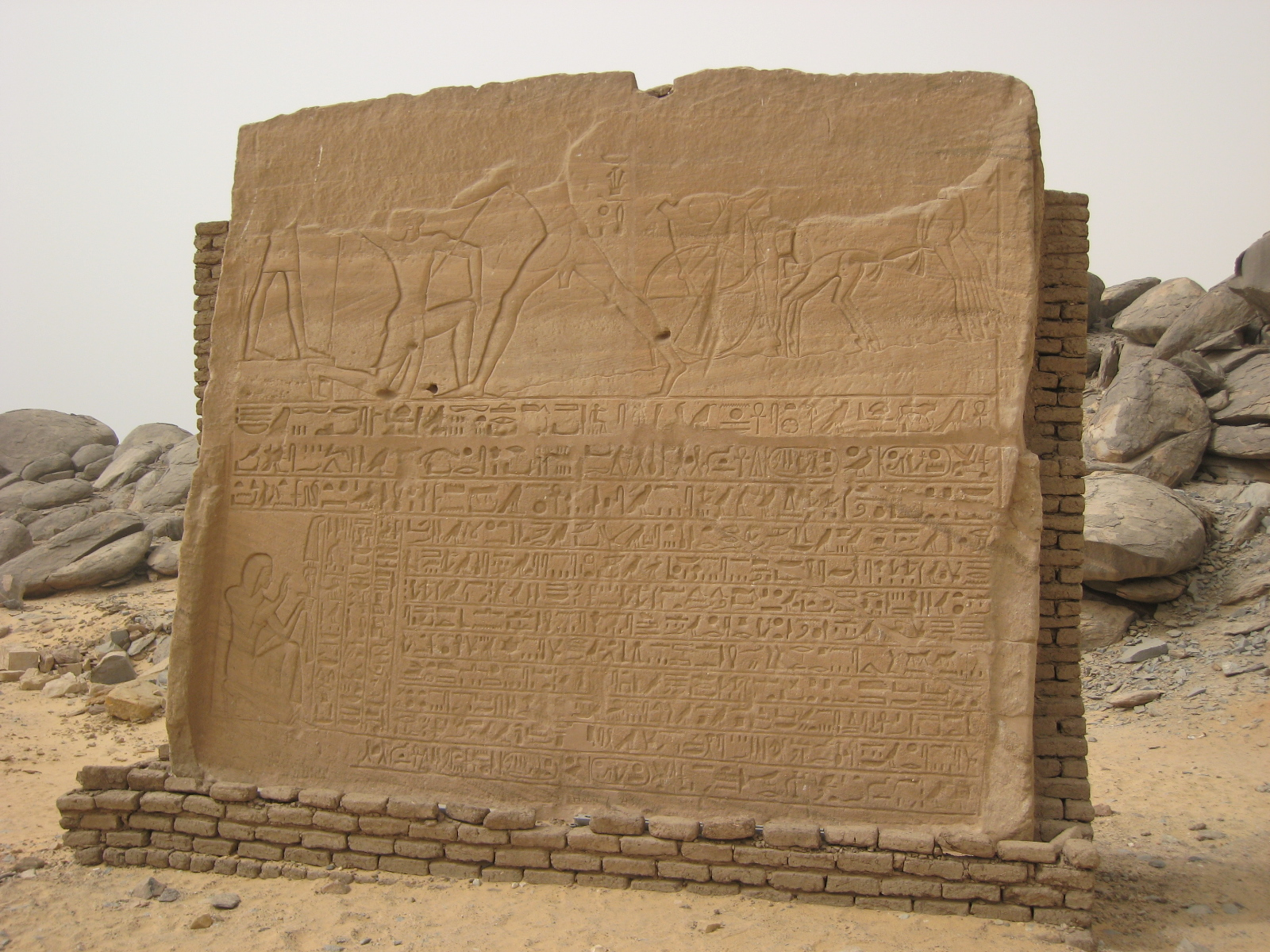
لوحة لأمن إم أوبت مخصصة لسيتي الأول

كان لأمن إم أوبت مسيرة مميزة، حيث كان يدير المنطقة الواقعة بين أسوان ونبتة، وضمان التجارة وإقامة نصب مسلة لمجد الملك المصري الأعظم. أكده رمسيس الثاني في مناصبه عندما اعتلى العرش. شغل منصب القائد الأول لجلالة الملك، وحامل المروحة على الجانب الأيمن من الملك، وحاكم الأراضي الجنوبية، وابن الملك في كوش. تم توثيق أمن إم أوبت في نصوص على الطريق من أسوان إلى فيلة، في بوهين، على جزيرة سهيل، في معبد بيت الوالي. وفي جبل دوشة.

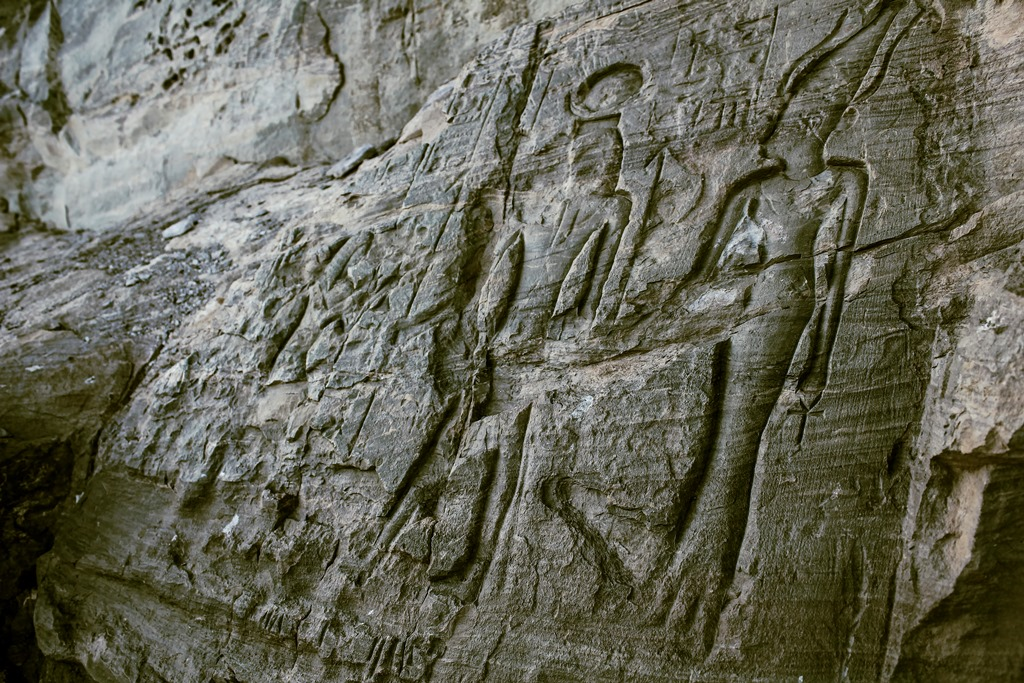
نقش في جبل دوشة لأمن إم أوبت مع إله القمر وساتت

سار أمن إم أوبت على خطى والده وأصبح نائب الملك على كوش خلال السنوات الأخيرة من حورمحب أو السنوات الأولى لسيتي الأول.
في معبد بيت الوالي قام بتزيين واجهة الضريح باسم الشاب رمسيس. يظهر أمن إم أوبت في مشهد كبير يصف، من ناحية، انتصار الملك المصري على الكوشيين، ومن ناحية أخرى، ثروات المنطقة التي جلبها نائب الملك إلى قصر رمسيس الثاني. في هذا المشهد، يجلس الملك على منصة في غرفة العرش، في حين يقدم قصر مصر العليا والسفلى وأحد أبناء الملك أمن إم أوبت مع حاشيته من القرابين من العاج وسبائك الذهب والأثاث المصنوع بدقة والأسلحة والرفاهية المتنوعة عناصر مثل مراوح ريش النعام، وجلود النمر، بالإضافة إلى موكب من الحيوانات الغريبة الحية مثل القرود والزرافات والفهود لإحياء حديقة حيوانات القصر الملكي. شكر الملك المصري «ابن الملك في كوش» على خدمته بمكافأة ذهبية.